# Posiecz
Posiecz (ukr. Посіч, Posicz) – wieś na Ukrainie, w obwodzie iwanofrankiwskim, w rejonie tyśmienickim.
Pod koniec XIX wieku wieś leżała w Galicji, w powiecie bohorodczańskim. 
W II Rzeczypospolitej wieś w powiecie stanisławowskim województwa stanisławowskiego.
W 1944 nacjonaliści ukraińscy z OUN-UPA zamordowali tutaj 26 Polaków, grabiąc i paląc polskie gospodarstwa.